# Bijeljina
Bijeljina (srbskou cyrilicí Бијељина) je město na severovýchodě Bosny a Hercegoviny, v Republice srbské, v regionu Semberie. V roce 2013 mělo podle sčítání lidu 45 291 obyvatel. Je centrem samostatné opštiny.

## Poloha
Město se rozkládá v rovinaté krajině severovýchodního cípu Bosny. Vzniklo na křižovatce dopravních tahů směřujících do Bosny a Hercegoviny, Srbska a východního Chorvatska. Je vzdáleno 6 km od hranice se Srbskem, kterou tvoří řeka Drina, a 40 km od hranice s Chorvatskem, kterou tvoří řeka Sáva. Od zbytku Bosny je město se svým regionem odděleno pohořím Majevica. Bijeljina je vzdálena 120 km od Sarajeva, 100 km od Bělehradu, 72 km od Nového Sadu a 97 km od Osijeku.

## Historie
Bijeljina je poprvé připomínána v roce 1446. Turecký cestovatel Evlija Čelebi popsal v 17. století Bijeljinu jako město s pěti sty domy a pěti velkými obytnými čtvrtěmi (mahalami). Povšiml si okolní úrodné krajiny. Ve městě se tehdy nacházel také zájezdní hostinec (han), který nesl název Ali-paši Čengiće. 
V roce 1716 během války Habsburků s Turky zaútočilo rakouské vojsko na Bijeljinu. Místní muslimské obyvatelstvo kladlo tuhý odpor. Mešita byla přebudována na kostel a tak sloužila až do roku 1739, kdy město opět obsadila Osmanská říše.
Během Prvního srbského povstání se spolu se Zvornikem stala jedním z mála měst současné Bosny, které obsadili srbští povstalci a které byly připojeny k Srbsku. Toto připojení bylo nicméně dočasné. Město se následně vrátilo pod tureckou moc, kde zůstalo až do roku 1878.
V roce 1838 získalo město první školu, a v roce 1902 zde byla otevřena první evropská škola západního typu; poté, co se město stalo součástí Rakousko-Uherska. V základní škole v Bijeljině učil také Jovan Dučić. V závěru 19. století byla podoba města zachycena na mapách třetího vojenského mapování. Na rozdíl od jiných měst tehdejší Bosny a Hercegoviny (např. Bihaće nebo Sarajeva) postrádala Bijeljina opevnění a připomínala spíše větší obec, volně se přelévající do krajiny. Rakousko-Uhersko zde nechalo na východním okraji Bijeljiny postavit vojenská kasárna. Stály zde jak kostely, tak i mešity.
V roce 1932 byla otevřena místní knihovna.
Od roku 1950 bylo město napojeno na železniční síť. Během období existence socialistické Jugoslávie bylo město industrializováno.
Bijeljina je jedním z prvních měst, kde v roce 1992 došlo ke střetům na začátku války v Bosně a Hercegovině a v dubnu i masakru. Byla zde vyhlášena Srbská autonomní oblast Semberie a Majevica, která se na počátku konfliktu vymezila proti republikové vládě v Sarajevu. Nacionalistické politické strany využily dlouhodobé nespokojenosti mezi místním obyvatelstvem, především pracujícími, kteří zažívali opožděné výplaty, klesající mzdy a často stávkovali. Po vypuknutí konfliktu paravojenské jednotky Željka Ražnatoviće – Arkana vyhnaly nesrbské obyvatelstvo. Ve městě docházelo k násilnostem a krutostem. Dne 13. března 1993 bylo ve městě zničeno několik historických mešit a dalších objektů spojených s islámskou kulturou Bosny a Hercegoviny, např. Atik mešita.
Poválečná obdoba probíhala postupně. Ve 3. dekádě 21. století byla budována dálnice směrem k hranici se Srbskem a řece Sávě (hraniční přechod Bosanska Rača).

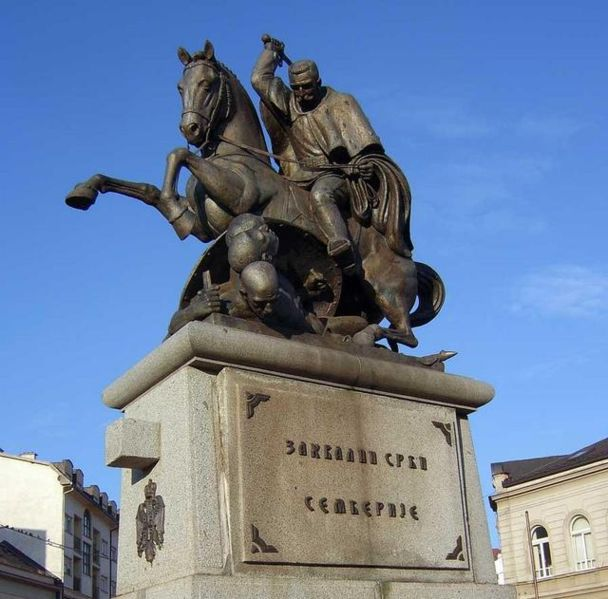
Památník Petru I. Karađorđevićovi v Bijeljině

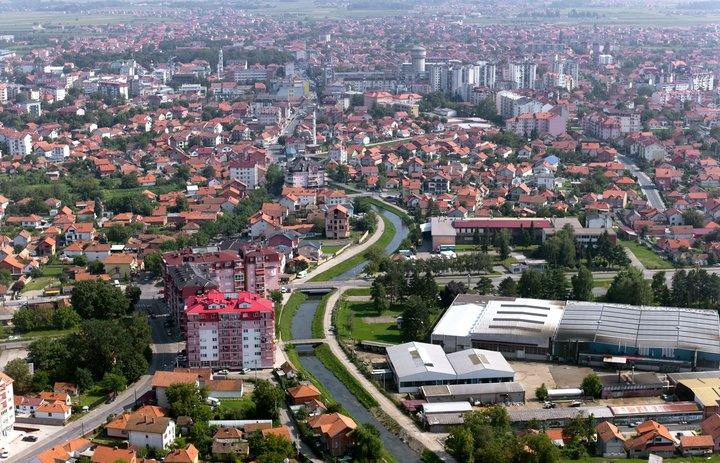
Pohled na město.

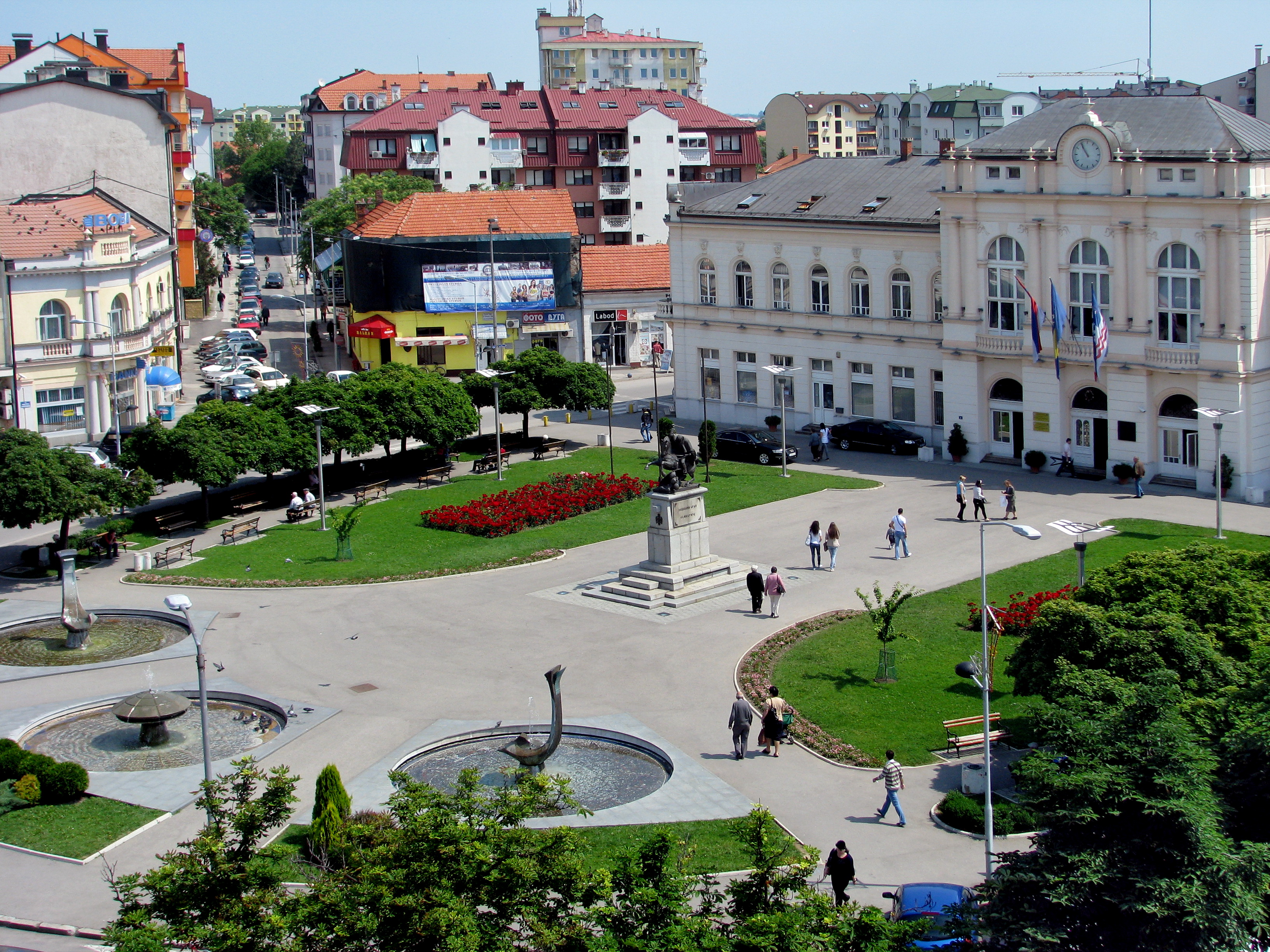
Střed města.

## Obyvatelstvo
V celé oblasti, která zahrnuje město s okolím žije přes 114 tisíc lidí. Bijeljina zaznamenala v 21. století jako jedna z mála obcí v Bosně a Hercegovině nárůst počtu obyvatel.
V roce 1991 žilo v Bijeljině 36 414 obyvatel, kteří se ve sčítání lidu, uskutečněném těsně před vypuknutím bosenského konfliktu v 90. letech, přihlásili k následujícím národnostním skupinám:
- Bosňáci - 19 024 (52,24 %)
- Srbové - 10 450 (28,69 %)
- Chorvati - 366 (1,00 %)
- Jugoslávci - 3 452 (9,47 %)
- ostatní/neznámé - 3 122 (8,60 %)

Podle údajů ze sčítání lidu z roku 2013 bylo rozložení národností na obyvatelstvu města následující:
- Bosňáci - 4 469 (10,57 %)
- Srbové - 35 798 (84,67 %)
- Chorvati - 315 (0,75 %)
- ostatní/neznámé - 1 569 (3,71 %)

Sčítání lidu potvrdilo trend homogenizace obyvatelstva v souvislosti s válkou v Bosně a Hercegovině v 90. letech 20. století. Bosňácké obyvatelstvo bylo vyhnáno a na jeho místo přišli srbští uprchlíci vyhnaní z jiných částí Bosny. Celkově se počet obyvatel na území města po válce zvýšil, a to z 36 tisíc na 42 tisíc lidí.
V Bijeljině je zaznamenána dlouhodobá přítomnost Židů (nachází se zde také židovský hřbitov) a Slováků, potomků kolonistů z 19. století, kteří přišli na území současné Bosny. Tito Slováci byli evangelického vyznání a dodnes mají vlastní Sdružení Slováků Semberie (slovensky Združenie Slovákov Sembérie)

## Ekonomika
Vzhledem k poloze v úrodné rovinaté krajině se stala Bijeljina přirozeným centrem potravinářského průmyslu. V dobách existence socialistické Jugoslávie bylo město industrializováno a vznikly zde podniky, jako např. Sava, PD Semberija, Panaflex, Kurjak, nebo Zenit. Jejich význam však zanikl po válce v 90. letech a souvisejících privatizačních procesech. Význam potravinářství dodává i fakt, že v roce 2006 navrhl místní starosta vybudovat monument hlávce zelí, jednoho z nejvýznamnějších exportních artiklů regionu Semberie.
V roce 2017 bylo na území města Bijeljiny evidováno přes tisíc ekonomických subjektů. Většina z nich se zaměřuje na obchod (41 %), potom na zpracovatelský průmysl (cca 15 %) a technika (8 %).

## Kultura

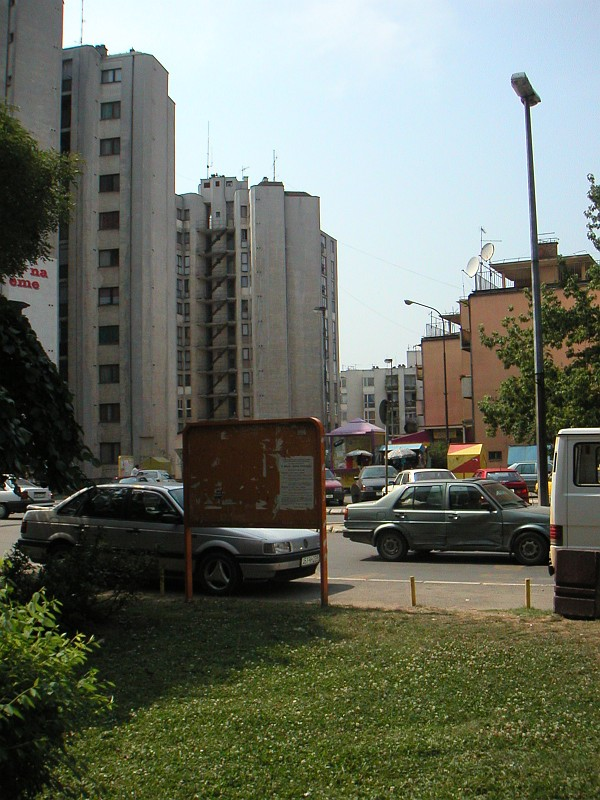
Výškové obytné domy.

V Bijeljině se nachází Muzeum Semberie, které je umístěno do nejstarší budovy ve městě. Muzeum má čtyři výstavní sály, vč. archeologické expozice, která popisuje dějiny regionu od dávnověku až po středověk. V blízkosti muzea se také nachází městská knihovna Filipa Višnjiće.
Do registru bosenských památek v Bijeljině jsou zapsány různé památníky, vč. sochy Petra I. Karađorđeviće (jugoslávského krále), která se nachází na hlavním náměstí před radnicí. Rovněž se zde nachází několik historických mešit, např. Atik mešita, která byla obnovena po válce v 90. letech 20. století. Místní kostel sv. Jiří pochází z poloviny 19. století.
Město se snaží rozvíjet i svůj turistický potenciál. Místní muzeum je věnováno Filipu Višnjićovi. Také se zde nacházi muzeum regionu Semberie. V blízkosti Bijeljiny se nachází tradiční vesnice (etno selo Stanišić).

## Doprava
Do Bijeljiny vede již zmíněná železniční trať ze srbského města Šid. Město sice mělo železniční spojení, není ale napojeno na zbytek sítě v Bosně a Hercegovině. Po válce v 90. letech 20. století byla trať opuštěna (provoz přerušen v roce 2005) a železniční stanice v Bijeljině zbořena.
Výhledově má být do Bijeljiny dovedena již zmíněná dálnice. V polovině roku 2023 probíhaly stavební práce. Do města kromě toho vede několik hlavních silničních tahů, a to z Brčka, Tuzly, Kuzminu (v Srbsku) a Zvornika.

## Bezpečnost
Ve městě se nachází věznice (srbsky Kazneno-popravni zavod).

## Sport
V roce 1908 bylo v Bijeljině založené gymnastické družstvo s názvem Srpski sokolovi, které bylo součástí mezinárodních Sokolů. V roce 1932 zde byl vybudován Sokolský dům.
Fotbalové týmy zde vznikaly po roce 1918. Fotbalový tým Radnički byl založen v roce 1938, je předchůdcem aktuálně v Bijeljině působicího týmu FK Radnik. Většina sportovních hal a další infrastruktury byla ve městě postavena po druhé světové válce.

## Partnerská města
- Azov, Rusko
- Kumanovo
- Langenhagen
- Ruse
- / Goraždevac
- Kruševac

## Významné osobnosti
Z Bijeljiny pocházejí tyto významné osobnosti
- Rodoljub „Roki“ Vulović, zpěvák
- Admir Smajić, fotbalista
- Ana Mirjana Račanović, bývalá Miss Bosny a Hercegoviny
- Bego Ćatić, bývalý fotbalista
- Cvijetin Mijatović, předseda Předsednictva SFRJ
- Elez Dervišević, voják rakousko-uherské armády v první světové válce, jeden z nejmladších vojáků ve válce vůbec
- Filip Višnjić, srbský guslar
- Mirza Begić, basketbalista
- Faruk Buljubašić textař
- Nihad Hrustanbegovic, skladatel, harmonikář a pianista
- Rodoljub Čolaković[18], partyzán
- Srđan Vuletić, filmař
- Savo Milošević, fotbalista
- Dragan Mićić, bývalý fotbalista
- Sead Mehić, fotbalista
- Slobodan Pejić, sochař a malíř
- Enid Tahirović, házenkář
- Ottó Hátszeghy, maďarský šermíř
- Ljiljana Rikić, filantrop